# CISPR
CISPR és el comitè internacional especial de pertorbacions radioelèctriques o interferències electromagnètiques. El CISPR forma part del IEC que és la comissió electrotècnica internacional. La funció d'aquest comitè és establir la normativa per a controlar les interferències electromagnètiques.

## L'organització
El CISPR està format per 6 sub-comitès, cadascun d'ells s'ocupa d'una àrea diferent :
- A - Mètodes de mesura de les interferències electromagnètiques.
- B - Mesura d'interfèrences en equips industrials, cièntífics i mèdics (ISM).
- D - Interferències en vehicles a motor (betzina i elèctric).
- F - Interferències en aparells domèstics, eines i enllumenat.
- H - Limitacions per a protegir les freqüències de ràdio.
- I - Compatibilitat electromagnètica[3] d'equips de la tecnologia de la informació (IT) (ex. ordinadors), multimèdia / dispositius hi-fi i receptors de radio-freqüència.

## La normativa publicada
El CISPR ha publicat més de 30 normatives. Algunes de les més importants són :
- CISPR 10 - Organització, normes i Procediments del CISPR. (1971)
- CISPR 11 - Equipamemt Industrial, Cientific i Mèdic (ISM) -- característiques de les pertorbacions de ràdio-freqüència -- Limits i Metodes de Mesura.
- CISPR 12 - Dispositius enVehicles, barcos, i motors de combustió interna -- característiques de les pertorbacions de ràdio-freqüència -- Limits i Metodes de Mesura.
- CISPR 14 - Compatibilitat electromagnètica[3] -- Requeriments per a aparells domèstics, eines elèctriques i aparells similars: 1) Emissions, 2) Immunitat.
- CISPR 15 - Limits i Metodes de Mesura de les pertorbacions elèctriques d'equips d'enllumenat i similars.
- CISPR 22[4] - Equips de la tecnologia de la informació—Característiques de soroll ràdio—Limits i mètodes de mesura.
- CISPR 24 - Equips de la tecnologia de la informació—Característiques d'immunitat—Limits i mètodes de mesura.
- CISPR 25 - Característiques de soroll ràdio per a protecció de receptors usats en vehicles, vaixells i aparells—Limits i mètodes de mesura. [1]
- CISPR 32 - Compatibilitat electromagnètica d'equips multimèdia - Requeriments d'emissió. Aquesta norma remplaça les CISPR 13 i CISPR 22.
- CISPR 36 - Límits i mètodes de mesura d'immunitat radiada per sota de 30MHz en vehicles híbrids i elèctrics.[5]